# Gottfried Hientzsch
Johann Gottfried Hientzsch, född den 25 augusti 1787 i Mockrehna nära Eilenburg, död den 1 juli 1856 i Berlin, var en tysk tonsättare och musikskriftställare.
Hientzsch var rektor vid latinskolan i Erlach, sedermera överlärare vid lärarseminariet i Breslau, och därefter i Potsdam. Han blev direktör vid Kungliga institutet för blinda i Berlin 1849. Hientzsch utgav sångsamlingar och skrifter rörande musikundervisningen och var 1829–1837 utgivare av den pedagogiska musiktidskriften Eutonia och skriften Das musikalische Deutschland med mera.